# Fundeni (Călărași)
Pour les articles homonymes, voir Fundeni.
Fundeni est une commune roumaine située dans le județ de Călărași.